# Novonothrus covarrubiasi
Novonothrus covarrubiasi är en kvalsterart som beskrevs av Casanueva och Norton 1997. Novonothrus covarrubiasi ingår i släktet Novonothrus och familjen Nothridae. Inga underarter finns listade i Catalogue of Life.